# يو إف سي 221
يو إف سي 221: روميرو ضد روكهولد (بالإنجليزية: UFC 221: Romero vs. Rockhold)‏ هو حدث لفنون القتال المختلطة نظمته يو إف سي، أُقيم في 11 فبراير 2018، على برث أرينا في أرينا، أستراليا.